# Passengers (film 2016)
Passengers è un film del 2016 diretto da Morten Tyldum e scritto da Jon Spaihts.

## Trama
L'immensa astronave Avalon, lunga più di un chilometro e totalmente automatizzata, di proprietà della Homestead Company, sta effettuando un viaggio interstellare di 120 anni dal pianeta Terra alla colonia Homestead II portando a bordo 258 membri dell'equipaggio e 5 000 passeggeri, tutti sottoposti a sonno criogenico. I passeggeri sono coloni che, per vari motivi, hanno deciso di abbandonare la sovraffollata Terra e andare a stabilirsi sul nuovo pianeta, vergine e ricco di risorse. A causa della collisione con un enorme campo di meteoriti, sull'astronave, nonostante la presenza di un efficace schermo protettivo e di sofisticati sistemi di auto-riparazione che la renderebbero teoricamente a prova di inconveniente, iniziano a verificarsi una serie di malfunzionamenti. Uno dei primi problemi porta al risveglio, con 90 anni di anticipo rispetto al previsto, di uno dei passeggeri, l'ingegnere meccanico Jim Preston.
Jim non impiega molto tempo a comprendere che qualcosa è andato storto e che, tra tutti gli esseri umani presenti sull'astronave, lui è l'unico in stato di veglia: di conseguenza, la sua vita avrà fine ben prima di essere giunto a destinazione. Tenta quindi di rientrare in ibernazione, ma scopre che è impossibile in quanto le capsule criogeniche sono programmate solo per mantenere ibernate e risvegliare le persone e non possono ibernarle da sveglie. Prova allora a chiedere aiuto alla Terra inviando un messaggio, ma scopre che, considerando la posizione dall'astronave, non potrà ricevere risposta prima di 55 anni. Tenta anche di entrare nell'area riservata in cui è ibernato l'equipaggio, senza successo in quanto essa è accessibile solo ai membri dell'equipaggio. 
Jim trova come unico compagno di conversazione Arthur, l'androide barista della nave. Rassegnatosi a una vita solitaria sull'astronave, su suggerimento di Arthur, Jim usa le opportunità di svago V.I.P. che l'astronave gli offre: si sistema in una lussuosa suite, utilizza i sistemi di intrattenimento e vive l'esperienza di una camminata nello spazio. Dopo un anno, depresso, giunge quasi al suicidio.
A questo punto Jim comincia a considerare la possibilità di avere compagnia risvegliando un altro passeggero. La sua attenzione viene attratta dalla giornalista e scrittrice Aurora Lane, riguardo alla quale si informa tramite alcuni filmati visionabili sul computer di bordo. Colpito dalla bellezza e dalla personalità di Aurora, confida questa sua idea ad Arthur, chiedendogli però di mantenerla segreta. Dopo molti dubbi e ripensamenti e dopo aver tentato di convincersi a non farlo, consapevole che ciò significherebbe condannarla a morire sull'astronave come accadrà a lui, cede e manomette la capsula criogenica della giovane donna risvegliandola e lasciandole credere che si sia trattato di un malfunzionamento, come è capitato a lui.
Aurora è inizialmente molto turbata dalla situazione, ma la presenza di Jim attenua il suo disagio. I due svolgono insieme molte attività ricreative e parlano delle loro vite, aspirazioni e ragioni che li hanno condotti sull'astronave: Jim ha deciso di partire in quanto il suo lavoro era ormai inutile sulla Terra, dove ormai quando qualcosa si guasta viene subito sostituito, mentre nella colonia capita ancora molto spesso di dover riparare apparecchi; Aurora invece era intenzionata a rimanere nella colonia per un anno e poi tornare sulla Terra, scrivendo un libro in cui avrebbe raccontato questa incredibile esperienza della durata di 241 anni a dei lettori ancora non nati al momento della stesura del libro stesso.
I due piano piano si innamorano. Un giorno Jim invita a cena Aurora e le fa sperimentare una camminata spaziale insieme, al termine della quale i due finalmente iniziano una relazione e trascorrono insieme giorni di pura felicità e passione. Una sera Jim decide di consegnare un anello di fidanzamento ad Aurora, ma succede un grave imprevisto: Arthur, sentendo Aurora dire scherzosamente che tra lei e Jim non ci sono segreti, pensa che lui le abbia già raccontato la verità su come è avvenuto il suo risveglio e, chiacchierando, glielo rivela. La reazione della donna alla sconvolgente notizia è, come prevedibile, molto forte: Aurora inizia a urlare contro Jim, rifiutandosi di ascoltare le sue ragioni ed evitandolo in qualsiasi modo. Una notte, colta dalla rabbia, entra nella camera di Jim mentre dorme, gli salta sul letto, comincia a colpirlo con calci e pugni e afferra un piede di porco con l'intento di ucciderlo, ma si ferma vedendo che Jim, disperato, non reagisce, probabilmente sopraffatto dal dolore. Per un periodo i due evitano ogni contatto e le loro vite sull'immensa astronave tornano a essere indipendenti.
Un anno dopo il risveglio di Aurora avviene un altro fatto imprevisto: un membro dell'equipaggio, il capotecnico Gus Mancuso, si risveglia. Egli, incredulo e innervosito, capisce che le avarie alle capsule di ibernazione sono dovute a gravi problemi tecnici ai sistemi dell'astronave. Le sue preoccupazioni vengono confermate dai racconti di Jim e Aurora, che gli descrivono una lunga serie di altri strani eventi, fra cui ascensori che si bloccano, dispensatori di cibo che impazziscono, robot malfunzionanti e porte che non si aprono. Dopo aver controllato i guasti alle capsule, Gus manda in giro per l'astronave Jim e Aurora a scaricare dei dati diagnostici e fa analizzare tali dati dal computer principale, scoprendo che l'astronave è condannata al fallimento della missione a causa di una lunga serie di avarie, ognuna delle quali ha messo fuori uso un particolare sistema, sovraccaricando a catena gli altri. I tre scendono in sala macchine per indagare sulla situazione, ma proprio in quel momento Gus si sente improvvisamente male e, sottoposto a una scansione nella capsula medica dell'astronave, riceve una diagnosi terribile: la sua salute è stata compromessa in modo irrimediabile dal cattivo funzionamento della sua capsula criogenica e gli restano solo poche ore di vita. Prima di morire, Gus lascia ai due il suo badge identificativo, che permetterà loro di accedere alle aree e alle funzioni tecniche riservate all'equipaggio.
La situazione critica fa sì che Jim e Aurora uniscano le forze, mettendo da parte l'acredine dovuta agli eventi precedenti. Gus aveva detto di ritenere che i guasti fossero provocati da un unico problema iniziale: Jim e Aurora scoprono che l'impatto con i meteoriti avvenuto due anni prima ha creato una breccia nella zona del reattore di alimentazione dell'astronave, causando un grave malfunzionamento al computer di controllo del reattore stesso. Jim sostituisce il componente danneggiato, ma il computer non riesce comunque a effettuare la ventilazione del reattore, ormai sul punto di esplodere, segnalando un problema al portello del condotto esterno. Jim quindi esce nello spazio per aprire manualmente il portello dall'esterno, ma si rende conto che non rimane aperto: decide allora di sacrificarsi rimanendo sul posto, per salvare Aurora e gli altri passeggeri. Aurora, pur rimanendo ferita, riesce finalmente a ventilare il reattore, mentre Jim viene investito dalla fiammata e scaraventato nello spazio: il cavo di sicurezza della tuta di Jim si spezza e la tuta si danneggia, lasciandogli pochi minuti di vita. Aurora, disperata, anche se ferita, esce a sua volta nello spazio e riesce fortunosamente a recuperare Jim e a riportarlo sulla nave. Jim è deceduto per l'anossia, ma Aurora riesce a riportarlo in vita grazie alla capsula medica, utilizzando il badge di Gus per ignorare le protezioni.
Poco tempo dopo, ormai completamente ristabilito e riappacificato con Aurora, Jim scopre che nella capsula medica è presente una funzione, accessibile sempre con il badge di Gus, che potrebbe consentire a uno solo di loro di ibernarsi nuovamente; propone quindi ad Aurora di utilizzarla, così da risvegliarsi 88 anni dopo, arrivare a destinazione su Homestead II e completare il suo libro. Aurora tuttavia rinuncia e i due, felicemente innamorati, decidono di accettare il loro destino e vivere insieme da soli sull'astronave.
Trascorsi 88 anni, la Avalon arriva finalmente a destinazione e l'equipaggio, risvegliatosi, trova sull'astronave un piccolo ecosistema ricco di vegetazione e animali, mentre la voce narrante di Aurora racconta che lei e Jim si erano incontrati per puro caso e insieme avevano deciso di creare una nuova, bellissima vita.

## Produzione

### Sviluppo
Jon Spaihts scrisse la prima sceneggiatura del film nel 2007 e, fin da quando questa venne inclusa nella Black List di quell'anno, vi furono molti tentativi di realizzare Passengers. The Weinstein Company si mostrò interessata al progetto, che doveva avere come protagonisti Reese Witherspoon e Keanu Reeves; nel 2010, Gabriele Muccino fu scelto per dirigere il film, ma il progetto sfumò all'ultimo. Nel 2013 venne proposto Brian Kirk come regista e un preventivo di 35 milioni di dollari, ma anche stavolta le trattative si risolsero in un nulla di fatto e Reeves abbandonò il film in favore di altri progetti.
Il film è rimasto quindi bloccato fino al 5 dicembre 2014, quando la Sony Pictures Entertainment ne ha acquistato i diritti, con un preventivo stimato di 90 milioni di dollari. Nei primi mesi del 2015, Morten Tyldum ha accettato la regia del film, dichiarando di aver sempre voluto dirigere un film di fantascienza, ma di essere stato frenato dalla loro freddezza e asetticità e che perciò il suo approccio sarebbe stato maggiormente incentrato sui rapporti tra i personaggi che sugli elementi futuristici. Il cast principale, composto da Jennifer Lawrence, Chris Pratt, Michael Sheen, Laurence Fishburne e Aurora Perrineau, è stato annunciato poco tempo dopo. Il budget del film è stato di 120-150 milioni di dollari.

### Riprese
Le riprese sono incominciate a settembre 2015 ad Atlanta, mentre alcune riprese aggiuntive sono state effettuate a Los Angeles nel settembre 2016.

## Promozione
Il primo trailer è stato diffuso il 20 settembre 2016.

## Distribuzione
Il film è stato distribuito nelle sale statunitensi da Columbia Pictures il 21 dicembre 2016, anche in 3D e RealD 3D. In Italia, il film è stato distribuito dalla Warner Bros. il 30 dicembre 2016. Secondo Forbes il film è stato il più grande film d'azione originale, e quindi non basato su materiale preesistente, del 2016.

## Accoglienza

### Incassi
"Passengers", con un budget stimato in 110 milioni di dollari, ha debuttato al terzo posto nel suo primo fine settimana, incassando 14869736 $.
Il film ha incassato 100014699 $ negli Stati Uniti d'America e 203129453 $ nel resto del mondo, per un incasso totale di 303144152 $.

### Critica
Nonostante il buon incasso al botteghino e le candidature agli Oscar, il film è stato accolto da recensioni per lo più negative da parte della critica. Sul sito aggregatore di recensioni Rotten Tomatoes la pellicola ha un indice di gradimento del 30% basato su 287 recensioni professionali, con un voto medio del 5/10. Su Metacritic il film ha un voto di 41 su 100, basato sul parere di 48 critici.

## Riconoscimenti
- 2017 - Premio Oscar
  - Candidatura per la Migliore colonna sonora a Thomas Newman
  - Candidatura per la Migliore scenografia a Guy Hendrix Dyas e Gene Serdena
- 2017 - Art Directors Guild Awards
  - Miglior scenografia in un film di fantasy a Guy Hendrix Dyas
- 2017 - Saturn Award
  - Candidatura per il miglior film di fantascienza
  - Candidatura per il miglior attore a Chris Pratt
  - Candidatura per la miglior attrice a Jennifer Lawrence
  - Candidatura per la miglior scenografia a Guy Hendrix Dyas
  - Candidatura per la miglior colonna sonora a Thomas Newman

## Citazioni e riferimenti
Il film presenta alcune scene che richiamano – omaggiandolo – il film Shining del regista statunitense Stanley Kubrick:
- L'intero set del bar nella stazione spaziale ha le stesse forme geometriche che appaiono sul tappeto dell'Overlook Hotel del film di Kubrick.[27]
- Quando il protagonista va a "confessarsi" dal barman androide, inoltre, quest'ultimo è vestito proprio come il barman di Shining, indossando un completo su misura di colore rosso.[28]